# بارتولومي ألاركون
بارتولومي ألاركون (بالإسبانية: Bartolomé Alarcón Vargas)‏ هو مجدف إسباني، ولد في 19 مارس 1963 في باراكالدو في إسبانيا.

## وصلات خارجية
- بارتولومي ألاركون على موقع الاتحاد الدولي للتجديف (الإنجليزية)
- بارتولومي ألاركون على موقع اللجنة الأولمبية الدولية (الإنجليزية)
- بارتولومي ألاركون على موقع أوليمبيديا (الإنجليزية)